# Les Braves du Nord
Pour plus de détails, voir Fiche technique et Distribution.
Les Braves du Nord (Οι Γενναίοι του Βορρά, I Guénnéï tou Vorra) est un film grec réalisé par Kostas Karagiannis (el) et sorti en 1970.

## Synopsis
En avril 1941, pendant l'occupation, en Macédoine, une troupe bulgare d'occupation, commandée par Stepan Raiko, s'installe dans Rodoneri un village de la région de Dráma. Immédiatement, le chef du village, Manolis Devetzis, ancien compagnon d'armes de Pavlos Melas, est arrêté : les Bulgares ont un vieux contentieux à régler avec lui. Il est remplacé à la tête du village par un collaborateur, Grigoris Theofilou. Katerina, sa fille, travaille comme secrétaire des occupants bulgares. Nikos Devetzis, qui avait été amoureux de Katerina, blessé lors de l'attaque allemande est prisonnier dans un hôpital à Athènes. Quand il apprend le sort de son père, il s'évade et rejoint le village avec un de ses amis, le journaliste Vasilis Anthimos. En fait, Katerina aide la résistance dirigée par Nikos, en leur faisant passer des informations avec l'aide du pope. Le groupe de Nikos fait sauter un train bulgare. Stepan Raiko évince Grigoris Theofilou et prend seul la direction du village. Nikos découvre que Katerina est son informatrice. Il retombe amoureux d'elle. À la fin de la guerre, le groupe de Nikos chasse les Bulgares du village. Raiko est tué dans les combats.

## Fiche technique
- Titre : Les Braves du Nord
- Titre original : Οι Γενναίοι του Βορρά (I Guénnéï tou Vorra)
- Réalisation : Kostas Karagiannis
- Scénario : Giorgos Lazaridis (el) et Antonis David
- Direction artistique :
- Décors : Petros Kapouralis
- Costumes : Dimitris Pararas
- Photographie : Vasilis Vasiliadis
- Son : Dimitris Georgious et Antonis Bairaktaris
- Montage : Andreas Andreadakis
- Musique : Kostas Kapnisis (en)
- Production :  Karagiannis-Karatzopoulos
- Pays d'origine :  Grèce
- Langue : grec
- Format :  Noir et blanc
- Genre : Film de guerre
- Durée : 145 minutes
- Dates de sortie : 1970

## Distribution
- Giannis Voglis
- Xenia Kalogeropoulou (el)
- Petros Fyssoun (en)
- Anna Fonsou (el)
- Lakis Komninos (el)
- Vassílis Avlonítis